# Marina Querini
Marina Querini, född 1757, död 1839, var en venetiansk salongsvärd. 
Hon var dotter till Pietro Antonio Querini de San Severo och Matilde da Ponte och gifte sig 1777 med greve Pietro Giovanni Benzon. Hon var värd för en berömd litterär salong i Venedig. Bland hennes gäster fanns Lord Byron, Thomas Moore, Antonio Canova, Ippolito Pindemonte, Vincenzo drake och Cesare Arici. Hon var känd för sitt kärleksliv och var en musa för bland andra Anton Maria Lamberti.